# Thorsten Kirschbaum
Thorsten Kirschbaum (Wurzburgo, Alemania, 20 de abril de 1987) es un futbolista alemán. Juega de portero en el SSV Jahn Ratisbona de la 2. Bundesliga.

## Clubes
| Club                | País          | Año       |
| ------------------- | ------------- | --------- |
| TSG 1899 Hoffenheim | Alemania      | 2006-2009 |
| F. C. Vaduz         | Liechtenstein | 2009      |
| S. V. Sandhausen    | Alemania      | 2009-2010 |
| Energie Cottbus     | Alemania      | 2010-2013 |
| VfB Stuttgart       | Alemania      | 2013-2015 |
| F. C. Núremberg     | Alemania      | 2015-2018 |
| Bayer 04 Leverkusen | Alemania      | 2018-2019 |
| VVV-Venlo           | Países Bajos  | 2019-2021 |
| SSV Jahn Regensburg | Alemania      | 2021-     |